# Bulgarischer Fußballverband
Der Bulgarische Fußballverband (bulgarisch Български футболен съюз/Bǎlgarski futbolen sǎjuz, kurz BFS) ist der Verband bulgarischer Fußballvereine. Er wurde am 27. Juni 1985 in der bulgarischen Hauptstadt Sofia gegründet. Mitglieder des BFS sind 44 professionelle und 490 Amateurvereine. Der BFS ist ein eingetragener, gemeinnütziger Verein mit Sitz in Sofia. Der BFS ist Nachfolger der Bulgarischen Fußballföderation (bulg. Българска федерация по футбол/Balgarska federazija po futbol, kurz BFF), die zwischen 1962 und 1985 existierte.

## UEFA-Fünfjahreswertung
Platzierung in der UEFA-Fünfjahreswertung:
(in Klammern die Vorjahresplatzierung). Die Kürzel CL, EL und CO hinter den Länderkoeffizienten geben die Anzahl der Vertreter in der Saison 2025/26 der Champions League, der Europa League sowie der Conference League an.
- 25.  (23)  Schweden (Liga, Pokal) – Koeffizient: 21.500 – CL: 1, EL: 1, CO: 2
- 26.  (26)  Rumänien (Liga, Pokal) – Koeffizient: 21.375 – CL: 1, EL: 1, CO: 2
- 27.  (27)  Bulgarien (Liga, Pokal) – Koeffizient: 20.375 – CL: 1, EL: 1, CO: 2
- 28.  (29)  Aserbaidschan (Liga, Pokal) – Koeffizient: 20.125 – CL: 1, EL: 1, CO: 2
- 29.  (28)  Slowakei (Liga, Pokal) – Koeffizient: 19.625 – CL: 1, EL: 1, CO: 2

Stand: Ende der Europapokalsaison 2023/24